# Christine Zoarma
 (mai 2025).
Christine Zoarma
Christine Zoarma, née le 25 juillet 1999 à Mabéhiri en Côte d’Ivoire, est une écrivaine burkinabè. Elle a été miss littérature en 2023.

## Biographie

### Enfance & Etudes
Christine Zoarma, naît à Mabéhiri en Côte d’Ivoire. Elle y passe une partie de son enfance et l’école primaire. En 2012, elle obtient son Certificat d’Études Primaires (CEP) à l’École Primaire Privée Entraide et son Brevet d’Études du Premier Cycle (BEPC) en 2016 au Lycée Song-Taaba de Ouagadougou. Titulaire d’un Baccalauréat série A4 obtenu en 2019 au lycée Song-Taaba de Ouagadougou, elle poursuit ses études en faculté de Lettres modernes à l’université Joseph Ki-Zerbo, option Critique Littéraire.

## Œuvres littéraires
- Pagnes en pleures

## Distinctions
- 2023 : Miss littérature[3] ;
- 2023: 2e Dauphine Miss littérature Afrique[4],[5] ;
- 2024: 2e Dauphine Miss littérature[6].